# Region Ménaka
Ménaka ist eine Region von Mali, die 2012 gesetzlich aus dem gleichnamigen Kreis Ménaka der Region Gao geschaffen wurde. Hauptstadt der Region ist die Stadt Ménaka.

## Geschichte
Die Region ist identisch mit dem ehemaligen Kreis Ménaka. Die tatsächliche Umsetzung der Region begann am 19. Januar 2016 mit der Ernennung von Daouda Maïga zum Gouverneur der Region. Mitglieder des Übergangsrats der Region wurden am 14. Oktober 2016 ernannt.
Die Region ist in vier Cercles unterteilt: 
- Andéramboukane
- Inékar
- Tidermène
- Ménaka

## Bevölkerung
Der größte Teil der kleinen Bevölkerung besteht aus nomadischen Tuareg-Stämmen. Zu den Minderheiten zählen die Wodaabe und die sesshaften Songhai. Das Gebiet ist ein traditionelles Zentrum der Ullemmeden.